# Бёмлу
Бёмлу (норв. Bømlo) — коммуна в губернии Хордаланн в Норвегии. Административный центр коммуны — город Свортланн. Официальный язык коммуны — нюнорск. Население коммуны на 2007 год составляло 10 998 чел. Площадь коммуны Бёмлу — 246,31 км², код-идентификатор — 1219.
На острове Эспевэр расположено «кольцо НЛО».

## История населения коммуны
Население коммуны за последние 60 лет.

Статистика коммуны Бёмлу